# Ravan (Chorwacja)
Ravan – wieś w Chorwacji, w żupanii brodzko-posawskiej, w gminie Sibinj. W 2011 roku liczyła 161 mieszkańców.